# روابط سوئد و نروژ
روابط نروژ و سوئد روابط خارجی بین نروژ و سوئد است. این دو کشور یک تاریخ بسیار طولانی با هم دارند. آن‌ها بخشی از اتحاد کالمار بین سال‌های ۱۳۹۷ و ۱۵۲۳ بودند. این کشورها در سال ۱۹۰۵ پس از انحلال اتحادیه بین خود در سال ۱۹۰۵ روابط دیپلماتیک برقرار کردند.

سوئد در اسلو یک سفارت و ۱۴ کنسولگری در السوند، آرندال، برگن، بودو، هامار، هامرفست، کیرکنس، موس، نارویک، پورشگرن، استاوانگر، ترومسو، تروندهایم و ماندال دارد. نروژ یک سفارت در استکهلم و سه کنسولگری در یوتبری، مالمو و سوندسوال دارد.

هر دو کشور عضو کامل شورای اروپا و شورای نوردیک هستند. حدود ۴۴٬۷۷۳ سوئدی‌ در نروژ و حدود ۱۸٬۰۰۰ نروژی در سوئد زندگی می‌کنند.

## مرز
عبور از مرز بین سوئد و نروژ به نسبت ساده است. هیچ گذرنامه‌ای به دلیل اتحادیه گذرنامه نوردیک لازم نیست و مانع مرزی فیزیکی وجود ندارد. با این حال، از آنجا که نروژ بخشی از اتحادیه اروپا نیست کنترل‌های گمرکی می‌تواند در صورت سفر با ماشین به منظور ممنوعیت قاچاق صورت گیرد. شهروندان خارجی که نیاز به ویزا به هر دو کشور دارند مجاز به عبور از مرز قانونی بدون درخواست مجوز مجاز نیستند. هیچ محدودیتی در مورد حقوق سوئدی و نروژی برای زندگی در کشور همسایه وجود ندارد.